# Love your enemies
「Love your enemies」（ラブ ユア エネミーズ）は、分島花音の9枚目のシングル。2016年2月10日にワーナー・ブラザース・ホームエンターテイメントから発売された。

## 概要
2016年2月13日公開のアニメーション映画『selector destructed WIXOSS』主題歌。同年2月22日付オリコンチャートでは初登場22位となった。カップリング曲として『selector』のテレビシリーズ第1期・第2期主題歌のリミックスバージョンが収録されている。リミックスは『selector』の音楽を担当した井内舞子による。
初回限定のアーティスト盤にはミュージックビデオおよび映画の予告編を収録したDVDが、また一部店舗特典ではタカラトミー発売のトレーディングカードゲーム『WIXOSS』のプロモカードで分島本人がイラストを描いた《終末の回旋 チェロン》（PR-283）が付属する。

## 収録曲
全作詞・作曲：分島花音
1. Love your enemies [4:10]
編曲：千葉"naotyu-"直樹
劇場版『selector destructed WIXOSS』メインテーマ曲
2. killy killy JOKER（re-mix ver.） [4:35]
編曲：千葉"naotyu-"直樹、ReMix：井内舞子
3. world's end, girl's rondo（re-mix ver.） [4:36]
編曲：江口亮、ReMix：井内舞子
4. Love your enemies（Instrumental）

### DVD（アーティスト盤）
1. Love your enemies（Music Video）
2. 劇場版『selector destructed WIXOSS』PV

## 評価
アニメイトTVは「総じて、ヘヴィにドラマチックでドラスティックな一曲」、またOKMusicは「クラシックや教会音楽を取り入れたダークで疾走感がある、一度聴いたら病みつきとなる分島流の毒の効いた楽曲に仕上がった」と評している。